# 116. Panzer-Division
116. Panzer-Division var en tysk pansardivision under andra världskriget. Divisionen sattes upp av resterna från  16. Panzergrenadier-Division och 179. Reserve-Panzer-Division. Större delen av divisionen förlorades i Falaisefickan 21 augusti 1944, endast 600 man och 12 stridsvagnar undkom inneslutningen. Divisionen återuppbyggdes igen och sattes in i striderna kring Aachen.

## Befälhavare
Divisionen hade fyra befälhavare:
- Generalmajor Gerhard Müller (28 mars 1944 - 30 april 1944)
- Generalleutnant Gerhard von Schwerin (1 maj 1944 - 1 september 1944)
- Generalmajor Heinrich Voigtsberger (1 september 1944 - 14 september 1944)
- Generalmajor Siegfried von Waldenburg (14 september 1944 - 18 april 1945)

## Organisation
Divisionens organisation under hela dess existens:
- 16. Panzer Regiment
- 60. Panzer Grenadier Regiment
- 156. Panzer Grenadier Regiment
- 146. Panzer Artillerie Regiment
- 116. Panzer Aufklärungs Abteilung
- 281. Heeres Flak Artillerie Abteilung
- 226. Panzerjäger Abteilung
- 675. Panzer Pionier Bataillon
- 228. Panzer Nachrichten Abteilung
- Panzer Versorgungstruppen